# Les Quatre Vérités
Les Quatre Vérités (italià: Le quattro verità, castellà: Las cuatro verdades) és una pel·lícula d'antologia de coproducció franco-italo-espanyola del 1962 dirigida pels francesos René Clair i Hervé Bromberger, l'italià Alessandro Blasetti i l'espanyol Luis García Berlanga, i protagonitzada entre altres per Leslie Caron, Anna Karina i Monica Vitti. Fou exhibida com a part de la retrospectiva sobre la comèdia italiana a la 67a Mostra Internacional de Cinema de Venècia.

## Argument
Està format pèr quatre faules de La Fontaine :
- Le Corbeau et le Renard (El corb i la guineu), dirigida per Hervé Bromberger
- La Mort et le Bûcheron (La mort i el llenyataire), dirigida per Luis García Berlanga
- Le Lièvre et la Tortue (La llebre i la tortuga), dirigida per Alessandro Blasetti
- Les Deux Pigeons (els dos coloms) dirigida per René Clair

## Repartiment
- Manuel Alexandre
- Ángel Álvarez
- Charles Aznavour - Charles (segment "Les deux pigeons")
- Alessandro Blasetti
- Xan das Bolas
- Alain Bouvette - Un col·lega de Charles
- Rossano Brazzi - Leo
- Raymond Bussières - El lladre (segment "Les deux pigeons")
- Leslie Caron - Annie (segment "Les deux pigeons")
- Ana Casares
- Hubert Deschamps - L'advocat
- Lola Gaos
- Anna Karina - Colombe
- Sylva Koscina - Mia
- Hardy Krüger
- Albert Michel - Un col·lega de Charles
- Mario Passante - El restaurador
- Jean Poiret - Renard (segment "Le corbeau et le renard")
- Michel Serrault - Corbeau
- Gianrico Tedeschi - Valerio
- Monica Vitti - Madeleine